# Deutscher Eishockeypokal 1994/95
In der Saison 1994/95 wurde zum vierten Mal ein Deutscher Eishockeypokal durch den Deutschen Eishockey-Bund veranstaltet. Die offizielle Bezeichnung dieses Wettbewerbs, den es drei Jahre lang in der Zeit von 1994/95 bis 1996/97 gab, lautet DEB-Ligenpokal Nord. In dieser Saison wurde der Wettbewerb gesponsert, sodass er zusätzlich unter dem Sponsorennamen DEB-Kone-Cup firmierte. Dieser Wettbewerb begann zeitlich jeweils in der Saisonvorbereitung, in der die Gruppenphase ausgetragen wurde. Die folgenden Runden, die in Hin- und Rückspiel im K.o.-Format ausgespielt wurden, folgten im weiteren Verlauf der jeweiligen Saison. Erster Sieger dieses Wettbewerbs wurde der EC Wilhelmshaven-Stickhausen.

## Teilnehmer
Die Teilnehmer waren die Mannschaften der nördlichen DEB-geführten Ligen, also der 1. Liga Nord und 2. Liga Nord. Aus der 2. Liga Nord hatten der Hamburger SV und der EV Bitburg auf eine Teilnahme verzichtet.
| Die 14 Teams der 1. Liga Nord: | 12 von 14 Teams der 2. Liga Nord: |
| --- | --- |
| - EC Bad Nauheim - EC Harz-Braunlage - ERC Westfalen Dortmund - EV Duisburg - ASV Hamm 04/69 - Herner EV - Neusser EC - EHC Neuwied - Schalker Haie - ETC Timmendorfer Strand - EHC Trier - ESC Wedemark - EC Wilhelmshaven-Stickhausen - EC Wolfsburg | - REV Bremerhaven - Grefrather EV - EHC Salzgitter - EC Grizzlies Eschweiler - SC Solingen 88 - Eintracht Braunschweig - VERC Lauterbach - Limburger EG - EHC Zweibrücken - Moskitos Essen - Iserlohner EC - Krefelder EV Amateure |

## Modus
Die teilnehmenden Mannschaften wurden auf vier Gruppen aufgeteilt, wobei die Gruppe A noch einmal in die Gruppen A1 und A2 unterteilt wurde. Hier fand im Anschluss an die (Unter-)Gruppenspiele eine Platzierungsrunde statt, um die Reihenfolge der (Gesamt-)Gruppe A zu ermitteln. Die Gruppensieger bis Gruppenvierten erreichten das Achtelfinale. Ab dem Achtelfinale wurde im K.-o.-System in Form von Hin- und Rückspiel gespielt.

## Gruppenphase

### Gruppe A1
|    | Klub                         | Sp | S | U | N | Tore  | Dif. | Punkte |
| -- | ---------------------------- | -- | - | - | - | ----- | ---- | ------ |
| 1. | EC Wilhelmshaven-Stickhausen | 6  | 5 | 0 | 1 | 37:12 | +25  | 10:2   |
| 2. | ETC Timmendorfer Strand      | 6  | 4 | 1 | 1 | 34:24 | +10  | 9:3    |
| 3. | EC Wolfsburg                 | 6  | 2 | 1 | 3 | 26:33 | −7   | 5:7    |
| 4. | REV Bremerhaven              | 6  | 0 | 0 | 6 | 12:40 | −28  | 0:12   |

### Gruppe A2
|    | Klub                   | Sp | S | U | N | Tore  | Dif. | Punkte |
| -- | ---------------------- | -- | - | - | - | ----- | ---- | ------ |
| 1. | EC Harz-Braunlage      | 6  | 5 | 0 | 1 | 41:16 | +25  | 10:2   |
| 2. | ESC Wedemark           | 6  | 4 | 1 | 1 | 56:24 | +32  | 9:3    |
| 3. | EHC Salzgitter         | 6  | 2 | 1 | 3 | 32:53 | −21  | 5:7    |
| 4. | Eintracht Braunschweig | 6  | 0 | 0 | 6 | 22:58 | −36  | 0:12   |

### Platzierungsspiele der Gruppe A

#### 1. Platzierungsrunde
|                        |   |                         | Gesamt | Hin  | Rück |
| ---------------------- | - | ----------------------- | ------ | ---- | ---- |
| Eintracht Braunschweig | – | EC Wilhelmshaven        | 2:27   | 1:18 | 1:9  |
| REV Bremerhaven        | – | EC Harz-Braunlage       | 6:12   | 5:6  | 1:6  |
| EHC Salzgitter         | – | ETC Timmendorfer Strand | 4:21   | 2:13 | 2:8  |
| EC Wolfsburg           | – | ESC Wedemark            | 11:18  | 9:6  | 2:12 |

Anmerkung: Die Sieger dieser Runde waren bereits für das Achtelfinale qualifiziert.

#### 2. Platzierungsrunde
|                         |   |                        | Gesamt | Hin  | Rück |
| ----------------------- | - | ---------------------- | ------ | ---- | ---- |
| ESC Wedemark            | – | EC Harz-Braunlage      | 14:7   | 7:2  | 7:5  |
| ETC Timmendorfer Strand | – | EC Wilhelmshaven       | 9:7    | 6:3  | 3:4  |
| REV Bremerhaven         | – | EC Wolfsburg           | 9:20   | 3:10 | 6:10 |
| EHC Salzgitter          | – | Eintracht Braunschweig | 12:15  | 6:6  | 6:9  |

#### Spiele um Platz 1
|                         |   |              | Gesamt | Hin | Rück |
| ----------------------- | - | ------------ | ------ | --- | ---- |
| ETC Timmendorfer Strand | – | ESC Wedemark | 5:11   | 4:2 | 1:9  |

#### Spiele um Platz 3
|                  |   |                   | Gesamt | Hin | Rück |
| ---------------- | - | ----------------- | ------ | --- | ---- |
| EC Wilhelmshaven | – | EC Harz-Braunlage | 14:7   | 9:1 | 5:6  |

#### Spiele um Platz 5
|                        |   |              | Gesamt | Hin  | Rück |
| ---------------------- | - | ------------ | ------ | ---- | ---- |
| Eintracht Braunschweig | – | EC Wolfsburg | 10:20  | 5:12 | 5:8  |

#### Spiele um Platz 7
|                |   |                 | Gesamt | Hin | Rück |
| -------------- | - | --------------- | ------ | --- | ---- |
| EHC Salzgitter | – | REV Bremerhaven | 6:15   | 4:7 | 2:8  |

### Gruppe B
|    | Klub                   | Sp | S | U | N | Tore  | Dif. | Punkte |
| -- | ---------------------- | -- | - | - | - | ----- | ---- | ------ |
| 1. | Schalker Haie          | 10 | 7 | 1 | 2 | 73:39 | +34  | 15:5   |
| 2. | ERC Westfalen Dortmund | 10 | 7 | 1 | 2 | 70:37 | +33  | 15:5   |
| 3. | ASV Hamm 04/69         | 10 | 7 | 0 | 3 | 57:49 | +8   | 14:6   |
| 4. | Herner EV              | 10 | 4 | 1 | 5 | 47:42 | +5   | 9:11   |
| 5. | Iserlohner EC          | 10 | 2 | 1 | 7 | 31:55 | −24  | 5:15   |
| 6. | Moskitos Essen         | 10 | 1 | 0 | 9 | 21:77 | −56  | 2:18   |

### Gruppe C
|    | Klub                    | Sp | S | U | N | Tore  | Dif. | Punkte |
| -- | ----------------------- | -- | - | - | - | ----- | ---- | ------ |
| 1. | Neusser EC              | 10 | 8 | 2 | 0 | 80:33 | +47  | 18:2   |
| 2. | EV Duisburg             | 10 | 7 | 2 | 1 | 66:35 | +31  | 16:4   |
| 3. | Grefrather EV           | 10 | 4 | 2 | 4 | 58:46 | +12  | 10:10  |
| 4. | SC Solingen 88          | 10 | 3 | 1 | 6 | 43:55 | −12  | 7:13   |
| 5. | Krefelder EV Amateure   | 10 | 2 | 1 | 7 | 35:68 | −33  | 5:15   |
| 6. | EC Grizzlies Eschweiler | 10 | 1 | 0 | 9 | 30:75 | −45  | 2:18   |

### Gruppe D
|    | Klub            | Sp | S | U | N | Tore   | Dif. | Punkte |
| -- | --------------- | -- | - | - | - | ------ | ---- | ------ |
| 1. | EC Bad Nauheim  | 10 | 7 | 2 | 1 | 69:23  | +46  | 18:2   |
| 2. | EHC Neuwied     | 10 | 7 | 2 | 1 | 67:33  | +34  | 16:4   |
| 3. | EHC Trier       | 10 | 7 | 0 | 3 | 60:33  | +27  | 10:10  |
| 4. | Limburger EG    | 10 | 3 | 0 | 7 | 57:64  | −7   | 7:13   |
| 5. | EHC Zweibrücken | 10 | 2 | 0 | 8 | 39:100 | −61  | 5:15   |
| 6. | VERC Lauterbach | 10 | 1 | 0 | 9 | 27:76  | −49  | 2:18   |

Anmerkung: Das Spiel EHC Trier – EHC Neuwied wurde für beide Mannschaften mit 0:5 als verloren gewertet.
Abkürzungen: Sp = Spiele, S = Siege, U = Unentschieden, N = Niederlagen, Dif. = Tordifferenz

## K.o.-Phase

### Achtelfinale
|                   |   |                         | Gesamt | Hin | Rück |
| ----------------- | - | ----------------------- | ------ | --- | ---- |
| SC Solingen 88    | – | ESC Wedemark            | 7:16   | 2:5 | 5:11 |
| Grefrather EV     | – | ETC Timmendorfer Strand | 7:20   | 5:9 | 2:11 |
| Limburger EG      | – | Schalker Haie           | 9:21   | 3:7 | 6:14 |
| ASV Hamm 04/69    | – | EHC Neuwied             | 5:4    | 4:2 | 1:2  |
| EC Wilhelmshaven  | – | EV Duisburg             | 13:7   | 8:3 | 5:4  |
| EHC Trier         | – | ERC Westfalen Dortmund  | 2:10   | 1:4 | 1:6  |
| EC Harz-Braunlage | – | Neusser EC              | 5:13   | 1:6 | 4:7  |
| Herner EV         | – | EC Bad Nauheim          | 4:7    | 1:3 | 3:4  |

### Viertelfinale
|                        |   |                         | Gesamt | Hin  | Rück |
| ---------------------- | - | ----------------------- | ------ | ---- | ---- |
| ASV Hamm 04/69         | – | Schalker Haie           | 18:2   | 14:2 | 4:2  |
| Neusser EC             | – | ETC Timmendorfer Strand | 11:13  | 7:7  | 4:6  |
| ERC Westfalen Dortmund | – | EC Bad Nauheim          | 11:8   | 9:1  | 2:7  |
| EC Wilhelmshaven       | – | ESC Wedemark            | 11:7   | 4:5  | 7:2  |

### Halbfinale
|                  |   |                         | Gesamt | Hin | Rück |
| ---------------- | - | ----------------------- | ------ | --- | ---- |
| EC Wilhelmshaven | – | ETC Timmendorfer Strand | 9:6    | 3:3 | 6:3  |
| ASV Hamm 04/69   | – | ERC Westfalen Dortmund  | 9:14   | 5:8 | 4:6  |

### Finale
|                  |   |                        | Gesamt | Hin | Rück      |
| ---------------- | - | ---------------------- | ------ | --- | --------- |
| EC Wilhelmshaven | – | ERC Westfalen Dortmund | 7:6    | 5:3 | 2:3 n. P. |

Anmerkung: Das Finalrückspiel hatte der ERC Westfalen Dortmund nach regulärer Spielzeit mit 3:1 gewonnen. Da es in der Addition aus Hin- und Rückspiel damit 6:6 stand, folgten eine (torlose) Verlängerung und ein Penaltyschießen, das der EC Wilhelmshaven gewann.